# سالم صلواتی
سالم صلواتی کارگردان ایرانی است. او با فیلم زمستان آخر به شهرتی بین‌المللی رسید و این فیلم جوایز متعددی در جشنواره‌های بین‌المللی از جمله جشنواره بین‌المللی فیلم زردآلوی طلایی ایروان، کازان روسیه، بیروت لبنان و ... را از آن خود کرد. از فیلم های کوتاه موفق او، فیلم های  «رویاهای برفی»«بادبادک های بی باد» و «آینه های پریده رنگ»  هستند که این فیلم ها هم در ایران و هم به صورت بین‌المللی مورد تحسین واقع شدند. فیلم سینمایی پدران آخرین ساخته ی او در سال ۱۳۹۸ می باشد که به بخش مسابقه جشنواره فجر ۹۸ راه یافت .